# Arazzo di Sampul

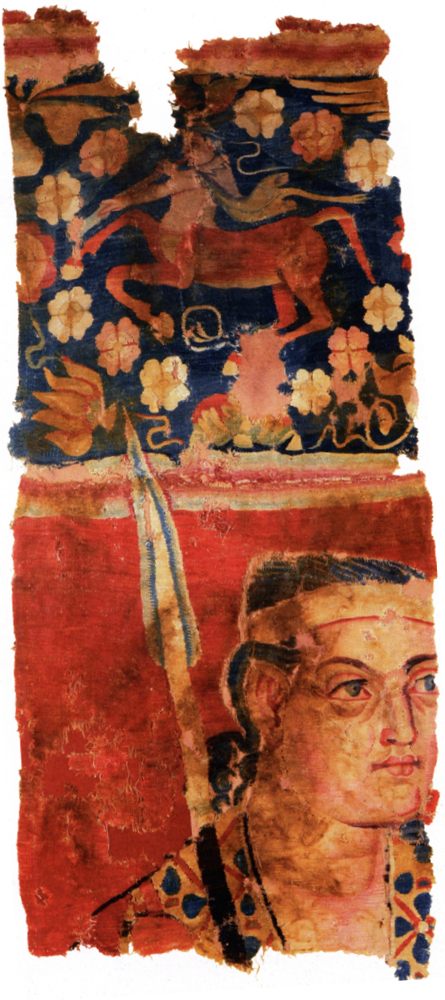
Probabile soldato greco, con occhi azzurri e di probabile stirpe reale

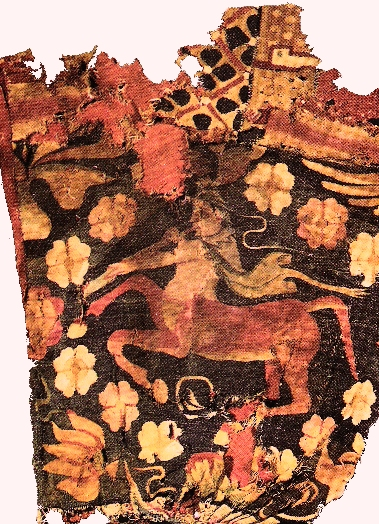
Centauro con decorazioni floreali

L'arazzo di Sampul è un manufatto archeologico tessile che è stato ritrovato in Cina, a Sampul, nel bacino del Tarim, all'interno di una tomba del III-II secolo a.C. Il reperto è esposto presso il Museo dello Xinjiang, a Ürümqi.

## Fattura e origine
L'arazzo, intessuto in lana, rappresenta un soldato di fattezze caucasoidi e dagli occhi azzurri, probabilmente greco, e un centauro. Si tratta, con ogni probabilità, di un'opera di arte ellenistica proveniente dall'Asia centrale (Regno greco-battriano), creato utilizzando oltre 24 fili di colore diverso intessuti con una tecnica tipicamente occidentale. 
Il soldato indossa una tunica con motivi a rosette. Il suo copricapo potrebbe essere un diadema, simbolo di regalità nel mondo greco, seguendo raffigurazioni attestate su monete macedoni o greche. La presenza di un centauro come ornamento, di elementi tipici della mitologia greca, motivi floreali, e la tecnica realistica, rafforzano l'idea che si tratti di un soldato greco. L'arazzo era curiosamente modellato come un paio di pantaloni, il che lo fa ritenere destinato all'uso come trofeo decorativo.
L'esistenza di questo arazzo fa pensare alla presenza di contatti avvenuti attorno al III secolo a.C. tra i regni ellenistici, l'Asia centrale, e il bacino del Tarim, al confine con il mondo cinese.